# (511) Davida
(511) Davida est un gros astéroïde de type C de la ceinture d'astéroïdes. Il a été découvert par l'astronome américain R. S. Dugan le 30 mai 1903. Il est l'un des dix astéroïdes les plus massifs de la ceinture principale, et le 7e plus volumineux. Il mesure environ 270 à 310 km de diamètre et comprend à lui tout seul environ 1,5% de la masse totale de la ceinture d'astéroïdes. Il est un astéroïde de type C, ce qui signifie qu'il est de teinte sombre et composé de chondrite carbonée.

## Caractéristiques

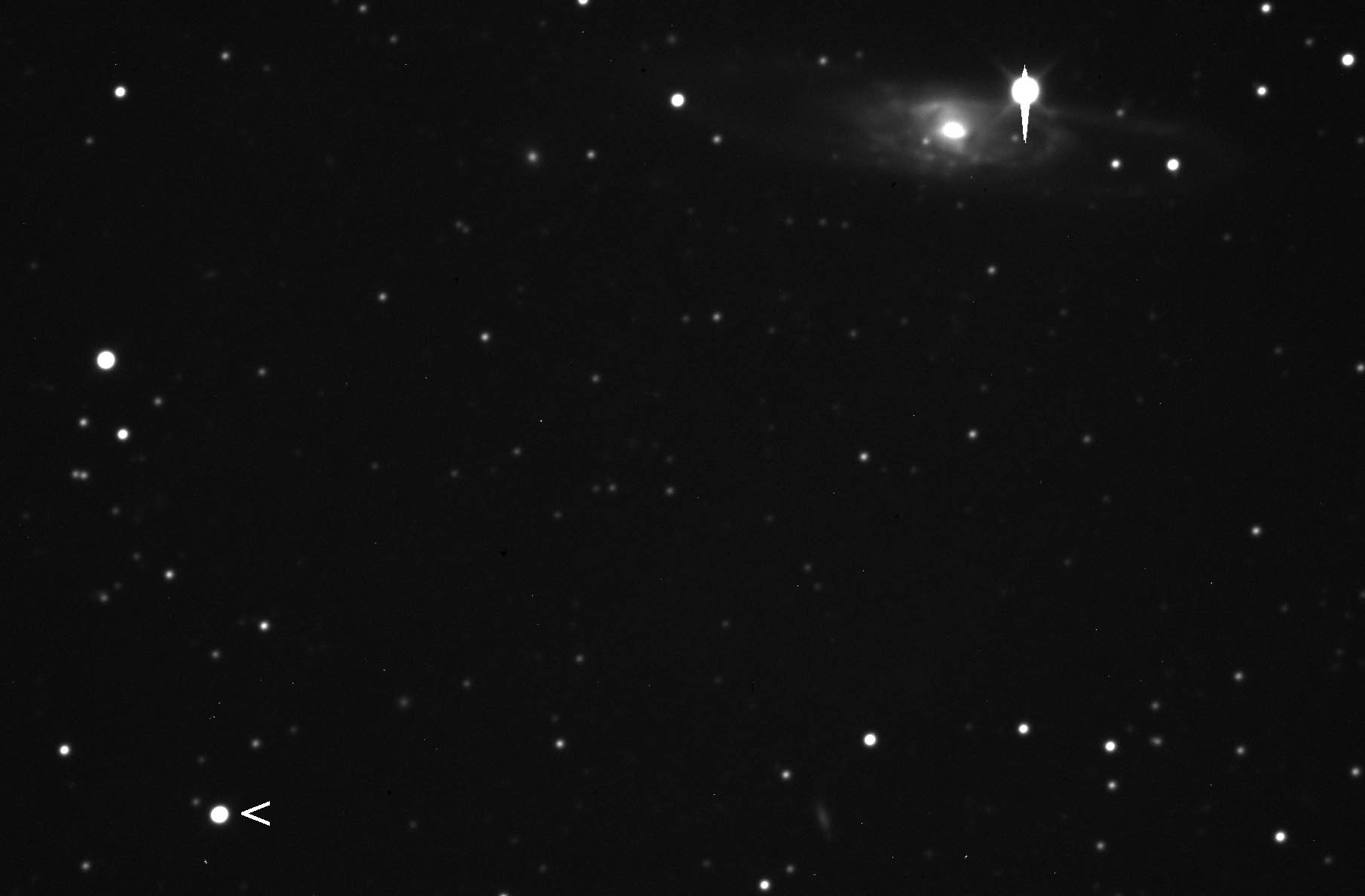

Davida est l'un des rares astéroïdes de la ceinture principale dont la forme a été déterminée par observation visuelle depuis le sol. De 2002 à 2007, des astronomes de l'observatoire W. M. Keck ont utilisé le télescope Keck II, qui est équipé d'une optique adaptative, pour photographier Davida. L'astéroïde n'est pas une planète naine : il est fait d'au moins deux promontoires et d'au moins un terrain plat qui s'écarte de 15 km par rapport à l'ellipsoïde idéal. Le terrain plat est sans doute un cratère de 150 km de diamètre, gigantesque à l'échelle du planétoïde, comme ceux qui ont pu être photographiés sur (253) Mathilde. L'étude de Conrad et al. de 2007 a pu montrer que les cratères de cette taille « peuvent être causés par des impacteurs de grande taille sans qu'il n'y ait finalement risque de rupture catastrophique de Davida ».
Davida est nommé d'après David Peck Todd, professeur d'astronomie à l'Amherst College.

## Masse
En 2001, Michalak a estimé la masse de Davida à (6,64 ± 0,56)  × 1019 kg. En 2007, Baer et Chesley ont estimé la masse de Davida à (5,9 ± 0,6)  × 1019 kg. En 2010, Baer a enfin suggéré une masse de (3,84 ± 0,20)  × 1019 kg. Cette estimation, la plus récente de Baer, suggère que Davida est moins massive que l'astéroïde (704) Interamnia, ce qui fait de Davida le sixième astéroïde le plus massif compte tenu des barres d'erreur qui se chevauchent.

## Occultations
Parmi les occultations notables, Davida a occulté une étoile de magnitude 13,3 le 14 juillet 2011. Davida a occulté l'étoile TYC 0079-00234-1 le 5 août 2013. L'événement était visible depuis l'Argentine et le Chili, la magnitude de Davida étant alors de 11,7 et celle de l'étoile occultée de 9.4.